# Fransenfledermaus

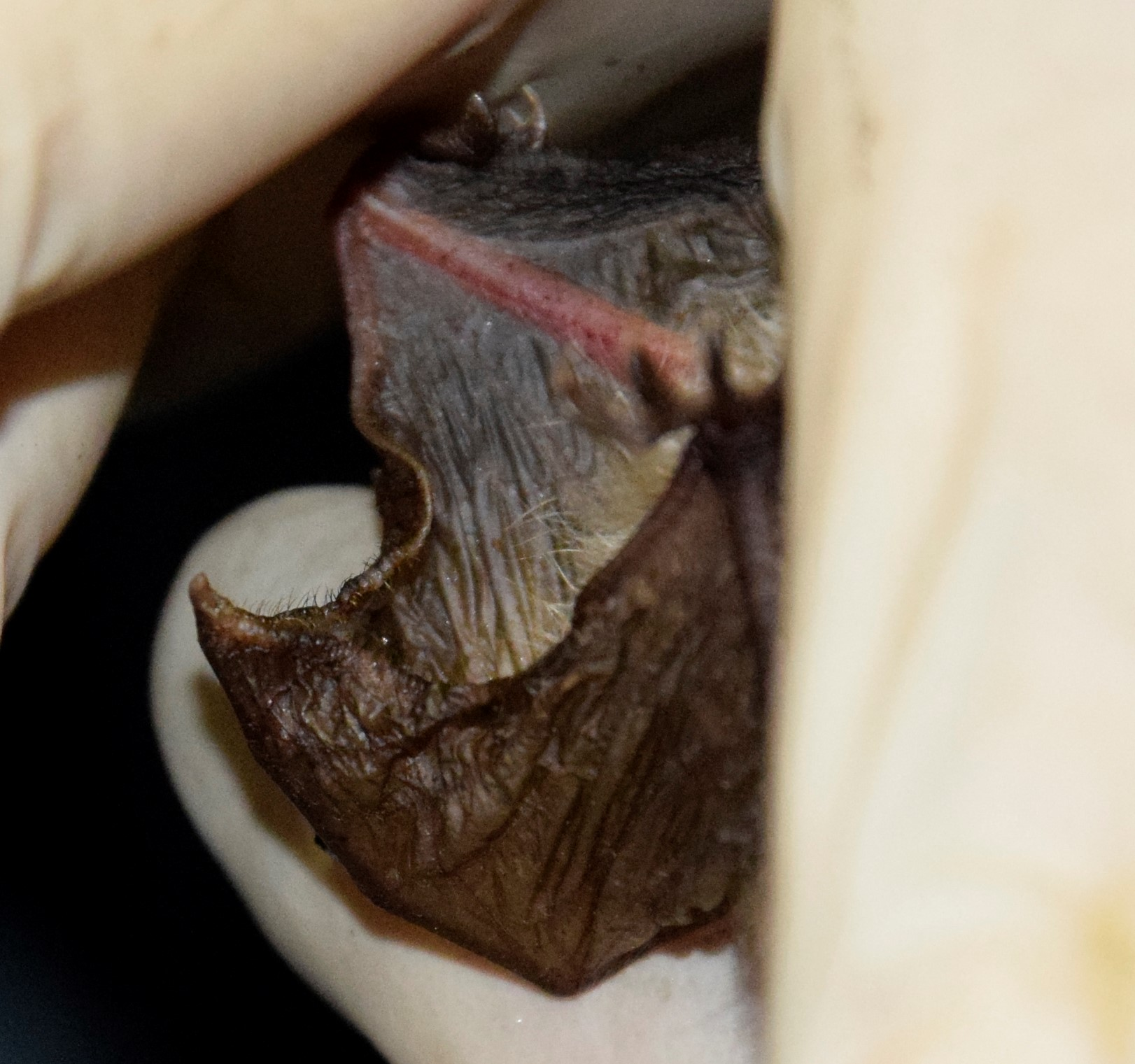
"Fransen" (Haare) an der Schwanzflughaut

Rot – das Verbreitungsgebiet der Fransenfledermaus

Die Fransenfledermaus (Myotis nattereri) gehört zur Unterordnung der Fledermäuse (Microchiroptera) und ist hier der Familie der Glattnasen (Vespertilionidae) zugeordnet. Der wissenschaftliche Artname ehrt den österreichischen Zoologen Johann Natterer (1787–1843).

## Merkmale
Der Name dieser Art geht auf feste, wie Fransen wirkende Härchen an der Schwanzflughaut zurück. Sie hat eine bräunlich graue Rückenfellfärbung. Ihr Fell ist langhaarig und locker. Dagegen ist ihr Unterfell hellgrau bis weiß.
Sie ist von Rumpf bis Kopf um die 40 bis 50 Millimeter lang, hat eine Flügelspannweite von 245 bis 280 Millimetern und wiegt 5 bis 10 Gramm.
Die Ohren der Fransenfledermaus sind relativ klein. Diese erreichen meist keine 20 Millimeter. Wie bei anderen Arten aus der Gattung der Mausohren (Myotis) sind die Ohren länger als breit, häutig dünn und mit einem langgestreckten Ohrdeckel – Tragus – versehen.

## Ernährung
Sie ernährt sich von kleinen Insekten wie zum Beispiel Fliegen, Mücken und Nachtfaltern, aber auch Raupen und Spinnen gehören zu ihren Beutetieren.

Zu ihren Jagdrevieren zählt der Wald, dabei vor allem bodennahe Waldschichten.

## Ruheplätze
Im Sommer sucht sie sich Quartiere in Löchern oder Aushöhlungen von Fassaden. Dort bleibt sie aber in der Regel nicht lange, denn sie wechselt ihren Standort meist alle 1 bis 4 Tage.
Als Winterquartier bevorzugt sie unterirdische Hohlräume wie beispielsweise die Segeberger Kalkberghöhle, Bunker oder alte Kellergewölbe. Es werden aber auch regelmäßig Fransenfledermäuse beobachtet, die Erfrierungen an den Ohrspitzen aufweisen. Daher ist es durchaus möglich, dass ein Teil der Fransenfledermäuse an oberirdischen Orten überwintert, die nicht frostsicher sind, wie zum Beispiel in Baumhöhlen.

## Bedrohung
Die Fransenfledermaus steht unter Naturschutz. Eines der Hauptprobleme für die heimischen Fledermäuse ist der Mangel an geeigneten Tages- und Winterschlafquartieren sowie an Quartieren für Wochenstuben, in denen die Jungtiere zur Welt kommen und vom Muttertier gepflegt werden, bis sie selbständig sind. Durch umfangreiche Fassadensanierungen hat die Anzahl von Quartieren für die Fransenfledermaus rapide abgenommen.